# Magenta (banda)
Magenta fue un grupo femenino español, de tecno-pop, de la década de 1980, que publicó en 1985 un único álbum, La reina del salón, producido por Nacho Cano.

## Trayectoria
El grupo, con el nombre original de Modesty Blaise, reunió a tres jóvenes burgalesas: Marta Aurora Barriuso (cantante), Rosario Mazuela (bajo) y Pilar Gil (violín). Sus primeros pasos promocionales los dieron en emisoras locales y en Radio 3, respaldadas por los también burgaleses Diego Alfredo Manrique y Chema Rey, especialistas musicales de la mencionada cadena joven de Radio Nacional de España.
Su sonido tecno-pop y su imagen gótica llamaron la atención de Nacho Cano que, a condición de que se cambiasen de nombre, produjo y colaboró como instrumentista y compositor en su único álbum, La reina del salón (1985). En el mismo año se publican tres sencillos: El pasillo estrecho / Transilvania, Detrás de mí / Sin botas y La reina del salón / Sacromonte. El grupo se disolvió tras este primer trabajo.
Su cantante, Marta Aurora Barriuso, pasó a trabajar como locutora en Radiocadena Española, en el espacio nocturno de Jesús Marchamalo, Noches de Alanda (cuando el escritor y periodista le pidió a Carlos Faraco que le recomendase 'una buena voz',[cita requerida]) aunque a partir de entonces se dedicaría casi exclusivamente al doblaje y la producción de sonido. Marta, hermana de la locutora y actriz Tina Barriuso y del poeta y político Tino Barriuso, es también una concienciada activista musical.

## Discografía
- La reina del salón (álbum) (1985).
- El pasillo estrecho / Transilvania (sencillo) (1985).
- Detrás de mí / Sin botas (sencillo) (1985).
- La reina del salón / Sacromonte (sencillo) (1985).